# Ismael da Costa Babo

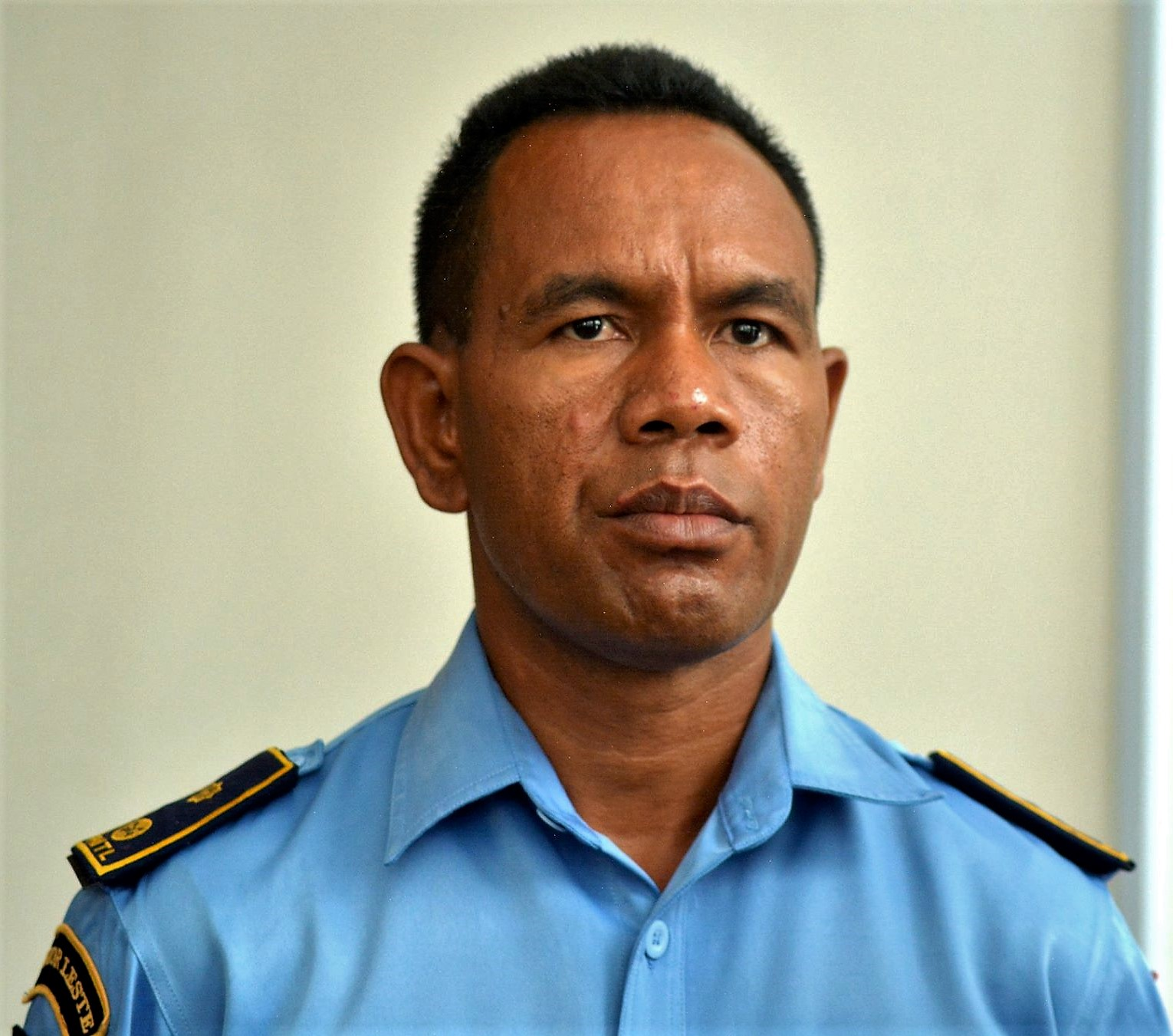
Ismael da Costa Babo (2018)

Ismael da Costa Babo ist ein osttimoresischer Polizeibeamter. Er hat den Rang eines Superintendente Asistente inne (Stand 2019/2022).
2004 war Babo Vize-Direktor der Nationalpolizei Osttimors (PNTL). Während der Unruhen in Osttimor 2006 war Babo stellvertretender Generalkommandant der Polizei, mit Schwerpunkt für Operationen.
2013 begleitete Babo, bereits im Range eines Superintendente Asistente, José Ramos-Horta auf seine Reise nach Guinea-Bissau, der zum UN-Sonderbeauftragten für das afrikanische Land ernannt worden war. Dafür wurde Babo am 23. März 2015 mit der Medalha Comemorativa de Comissão de Serviço Especial – Guiné Bissau 2013–2014 ausgezeichnet. Ab 2015 war Babo Chef der Seksaun Servisu Jestaun Insidente. und im Juli Kommandant des Kabinetts für internationale Beziehungen.
Von 2016 bis 2019 war Babo Nationaldirektor für Verkehrssicherheit (DNSR) im Innenministerium, bevor er am 14. Mai zum dortigen Generaldirektor für den Operationalen Dienst und Zivilschutz (DJ-SOPS) ernannt wurde. 2022 wurde Babo zum Präsidenten der Zivilschutzbehörde (Prezidente Autoridade Protesaun Sivíl PAPS) ernannt.